# حقوق الإنسان في فرنسا
ترد حقوق الإنسان في فرنسا في دستور الجمهورية الفرنسية الخامسة، لسنة 1958، وتم إعلان حقوق الإنسان والمواطن في فرنسا سنة 1789. وتعدّ فرنسا من الدول المصدقة على الإعلان العالمي لحقوق الإنسان لعام 1948، وكذلك على الاتفاقية الأوروبية لحقوق الإنسان لعام 1960 وميثاق الحقوق الأساسية للاتحاد الأوروبي (2000). ولجميع صكوك القانون الدولي. ومع ذلك، فإن انتهاكات حقوق الإنسان لا زالت تتم في فرنسا.

## التمييز

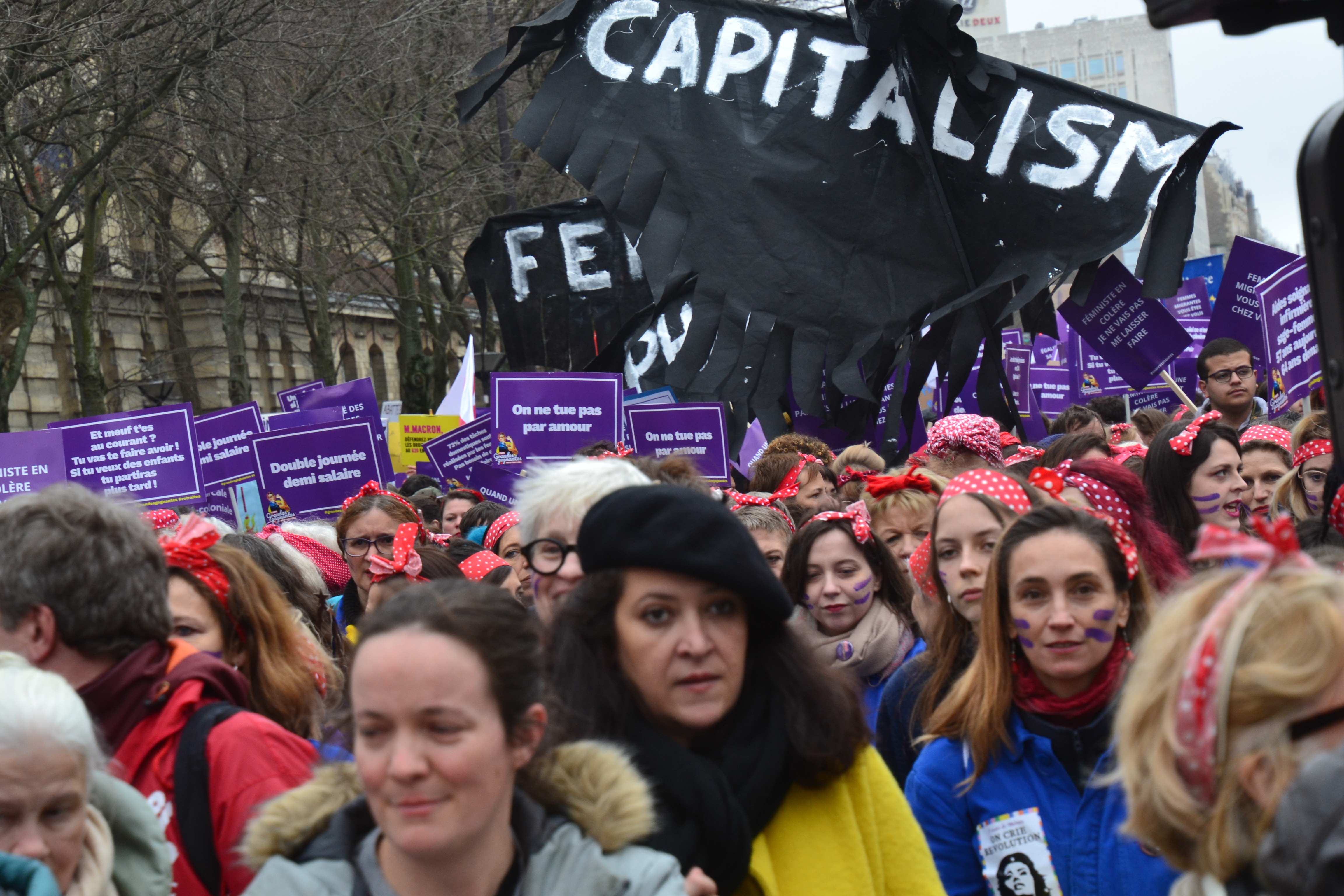
مسيرة اليوم العالمي للمرأة في باريس في 8 مارس

انتقدت منظمة هيومن رايتس ووتش الحظر المفروض في فرنسا منذ 2010 على ارتداء وإظهار الرموز الدينية في الأماكن العامة والحكومية، وتعدّ المنظمة الفتيات المسلمات هم أكثر فئة تتأثر بهذا القرار مطلقة على قرار الحظر «انتهاك للحريات الدينية» و«مخالفة للقانون الدولي» فيما يتعلق بالحريات الدينية. اعتبرت المنظمة أيضاً قرار المحكمة الأوروبية لحقوق الإنسان يتعارض مع حقوق المرأة في التعبير عن دينها وعقيدتها.